# Doorslijpen
Doorslijpen is een verspaningstechniek. Het is een vorm van slijpen waarbij materiaal wordt gescheiden, net als bij zagen. Dit proces wordt gebruikt voor onder meer profielen en buizen.
Voor de hiervoor gebruikte slijpschijven gebruikt met korund of siliciumcarbide. Deze schijven zijn heel smal, 2-5 mm, ongeveer 1% van de schijfdiameter, waardoor het materiaalverlies niet groot is. Tegenwoordig is echter de meest gebruikte dikte 1 mm, waarbij het zelfs mogelijk is om met 0,8 mm dunne doorslijpschijven te werken. De 1,0 en 0,8 mm dunne doorslijpschijven zijn verkrijgbaar in een diameter tot 125 mm. Daarna lopen zij in dikte op. Er wordt geslepen met een snijsnelheid van 45-80 m/s. De diameter van het door te slijpen materiaal mag niet meer zijn dan 10% van de diameter van de slijpschijf, die doorgaans 100-500 mm is.
boren · doorslijpen · draaien · frezen · honen · kotteren · leppen · schaven · schuurbandslijpen · slijpen · superfijnen · trekfrezen · zagen
Gereedschappen: boormachine · draaibank · freesmachine · schaaf